# Резе, Фабиан
Фабиан Резе (нем. Fabian Reese; 29 ноября 1997 года, Киль, Германия) — немецкий футболист, вингер и капитан клуба «Герта» (Берлин).

## Клубная карьера
Воспитанник клуба «Хольштайн», который располагается в родном для игрока городе Киле. Начал заниматься с восьми лет. В 16 лет перешёл в академию «Шальке». Выступал за юношескую команду клуба. В сезоне 2015/16 стал привлекаться к тренировакам с основным составом. 21 ноября 2015 года дебютировал в Бундеслиге в поединке против «Баварии», выйдя на замену на 87-й минуте вместо Макса Майера.
В январе 2017 года Фабиан Резе был отдан до конца сезона в аренду немецкому клубу «Карлсруэ». В сезоне 2018/19 Резе снова отправился в аренду — на этот раз в «Гройтер Фюрт». В январе 2020 года стало известно, что Резе станет игроком немецкого клуба «Хольштайн Киль», в котором он начинал свою футбольную карьеру. Он заключил с клубом контракт до 30 июня 2023 года.

## Карьера в сборной
С 2016 года вызывается в юношескую сборную до 16 лет. Рассматривается среди возможных кандидатов на поездку на чемпионат Европы 2016 года среди юношей до 19 лет.